# Куррат-уль-Айн
Куррат-уль-Айн (перс. قرةالعین‎) или Тахире (перс. طاهره‎ — чистая), настоящее имя Фатиме Заррин-Тадж Барагани Казвини (перс. فاطمه زرین‌تاج برغانی قزوینی‎, Казвин, 1814 или 1817 — Тегеран, 16 или 27 августа 1852) — влиятельная иранская поэтесса, проповедница и богослов бабизма.

## Биография
За свои таланты и красоту названная Заррин-Тадж («Золотой венец») и «Куррат-уль-Айн» («Прохлада / Утешение / Услада очей»; такое обращение впервые фигурирует в письме к ней Сейида Казима Рашти), она происходила из семьи известных шиитских богословов (её отец и дядя были известными муджтахидами) и получила соответствующее религиозное образование, став одной из образованнейших женщин в своём городе. Отец, сокрушавшийся, что Заррин-Тадж не родилась мальчиком, собственнолично занимался её обучением. Помимо богословия, она овладела юриспруденцией, персидской литературой и поэзией. Кроме учёности и разносторонней одарённости Фатимы, современники отмечали её красоту (позднее лорд Керзон утверждал: «Красота и женственность тоже внесли свой вклад в новое вероучение; мужество очаровательной поэтессы из Казвина с трагической судьбой, которая, сбросив чадру, пронесла по всей Персии факел миссионерства, — один из самых волнующих эпизодов современной истории»).
В 14-летнем возрасте была против своей воли отдана замуж за двоюродного брата, от которого затем родила двух сыновей и дочь.

### Обращение в бабизм
Заинтересовавшись трудами шейхитских мистиков Ахмада аль-Ахсаи и Сейида Казима Рашти, завязала с последним переписку и в 1843 году отправилась с паломниками в святой для шиитов город Кербелу, чтобы повидаться с ним лично, однако, прибыв туда, узнала, что он скончался несколькими днями ранее. Она осталась с семьёй учителя и провела в Кербеле три года, сама начав учить последователей. Хотя, в соответствии с консервативными религиозными предписаниями, ей как женщине приходилось проводить занятия для мужчин, оставаясь за занавеской, но её проповедь имела большой успех среди женщин, включая вдову Казима Рашти.
Здесь же произошло её обращение в бабизм: под влиянием видения во сне (юноши-сейида, то есть потомка пророка Мухаммеда, в чёрной длинной одежде и зелёной чалме, преклонившего колена на небесах и читавшего стихи какой-то молитвы, строчки которой она поутру записала в свою тетрадь) вступила в переписку с Сейидом Али Мухаммадом Ширази, объявившим себя «вратами» (Баб) к Скрытому Имаму. На него в поисках «Обетованного» вышел муж её сестры, Мирза Мухаммад Али; Куррат-уль-Айн сразу же признала в Бабе махди, узнав его толкование суры «Юсуф». Тот, в свою очередь, объявил её 17-й «Буквой Живого» (а Мирзу Мухаммада Али — 16-й) — так назывались его первые последователи (баби). Как единственную среди этой группы женщину, её впоследствии сравнивали с аналогичной фигурой раннего христианства — Марией Магдалиной.
Куррат-уль-Айн в Кербеле навещал один из первых бабидов, прибывший из Шираза Мулла Али (4-я «Буква Живого»), с писаниями Баби на арабском языке, которые она перевела на фарси. Она также начала писать собственные произведения, стихи и поэмы, в которых чувствуется её тесное знакомство с арабской и персидской литературной традицией. Вместе с тем, её поучения, идущие вразрез с мусульманскими догматами (например, не облачаться в траур в день мученической смерти имама Хусейна, ашуру), вызывали растущие нарекания местного духовенства — однажды ей пришлось временно удалиться в Кадимийю, в другой раз её поместили под суровый домашний арест. Затем она провела три месяца в Багдаде, ожидая своего приговора в доме судьи (удивившегося её знаниям, доброте и мужеству), пока не пришло распоряжение султана выслать её за пределы Османской империи назад в Персию.
Зная, что Баб собирает адептов своей новой веры в Хорасане, Тахире с тридцатью последователями последовала туда через Керманшах, где обратила в бабизм часть жителей, включая местного губернатора. Однако подстрекаемый доносчиками градоначальник изгнал всех бабидов из города в пустыню, где при его попустительстве бандиты напали и ограбили путников, оставив их без припасов. Губернатор предлагает им остановиться в Хамадане, где Куррат-уль-Айн нашли её братья, передавшие послание от отца с приглашением заехать погостить в родительский дом.
Отослав всех своих спутников, кроме ближайших друзей, она прибыла в Казвин. С мужем, который потребовал от неё вернуться домой и заниматься домашним хозяйством, «как подобает замужним женщинам», она порвала (передав ему, что если бы он «действительно хотел быть моим верным супругом и товарищем, то поторопился бы встретить меня в Кербеле»). При этом она навлекла на себя гнев супруга, свёкра и дяди, игравших важную роль в местной мусульманской общине. Вслед за обвинениями её в ереси одного из её иракских соратников, шейха Салиха, казнили за убийство её дяди Муллы Таки, к которому он был не причастен, остальных бабидов отправили в тегеранскую тюрьму, а ей самой предъявили обвинения в подстрекательстве к убийству. Однако через 9 дней Бахаулла, ещё один молодой сторонник Баба, сумел освободить её из заточения, тайно вывезти в Тегеран и приютить в своём доме.

### Съезд в Бедаште
Отстаивая идеи равенства всех людей, независимо от пола и сословия, она придерживалась радикальных для мусульман той поры взглядов. Она открыто осудила многожёнство, ношение чадры и другие ограничения, возложенные на женщин. На трёхнедельном съезде 81 видных бабидов летом 1848 года в деревушке Бедашт (находится между Мазандераном и Хорасаном), где обсуждались религиозные принципы нового учения и была сформирована его демократическая социальная программа, она выступала как один из лидеров радикального крыла движения в противовес более осторожному и умеренному под началом Куддуса (Мухаммада Али из Барфоруша); при этом и Тахире, и Куддус представляли социальные низы.
На съезде именно Куррат-уль-Айн (получившая, как и все остальные, новое имя от Бахауллы — а именно Тахире), продвигала идею вооружённого восстания с целью освобождения Баба, вероломно заключённого властями в крепость Чихрик. Она и её последователи требовали отмены шариата, считая, что откровение Баба замещает исламское право, низвержения старых порядков и разрыва с традиционалистскими принципами; в вопросах собственности и социальной организации стояли на эгалитаристских, уравнительно-социалистических принципах. Она заявила, что «барьеров между мужчинами и женщинами более не существует. Женщины могут и должны на равных заниматься любой деятельностью… Блага — собственность всех. Сделайте из бедняка равного богачу и не прячьте ваших жен от друзей: больше нет ни хулы, ни осуждения, нет ни обязанностей, ни запретов», таким образом провозгласив равенство женщин и отринув прежнюю мораль.
Хотя сторонники Тахире взяли верх на съезде, её слова ввергли в серьёзное замешательство даже многих из числа самих бабидов, которые сочли, что она проповедует общность жён. В не меньшей степени консервативно настроенных баби, до этого воспринимавших Тахире как новоявленную Фатиму, возмутило поведение женщины, снявшей чадру и размахивавшей мечом. Впрочем, оно было спровоцировано дискриминацией со стороны Куддуса, не разрешавшего ей принимать участие в обсуждении среди мужчин и игнорировавшего её записки с примирительными предложениями; в ответ, Тахире сама пришла на собрание в саду Бахауллы, причём предстала перед своими товарищами с непокрытым лицом. Смятение присутствоваших было таково, что Куддус схватился за кинжал, а другой единоверец от одного взгляда на открытое лицо женщины в отчаянии пытался перерезать себе горло и бежал прочь. Сама же Тахире, цитируя Коран, объявила себя «Словом» (Аль-Каим), которое должен сказать Обетованный и которое повергнет в страх всех владык и вождей, возвещая Великий день обновления и восстановление справедливости на земле. На обвинения её в попрании морали ответил лично Баб в своём письме, поддержав её позицию и подтвердив её новое имя, данное Бахауллой — Тахире, то есть «Чистая».

### Арест и казнь
При посредничестве Бахауллы Тахире и Куддус пришли к согласию и вместе уехали из Бедашта в Мазандеран, однако натолкнулись на агрессивное неприятие части местных жителей, что способствовало её аресту по приказу визиря Амир-Кабира. Её под конвоем доставили в Тегеран и поместили под домашний арест в доме коменданта города Махмуд-хана. Члены его семьи, их знакомые и он сам постепенно прониклись уважением и сочувствием к заключённой, а послушать её проповедь стекались женщины из всего города, вплоть до принцессы из Каджарской династии, принявшей бабизм под её влиянием. Тахире представала при дворе перед молодым иранским шахом Насреддином. Тот, очарованный ей, передал ей письмо, в котором требовал отказаться от учения Баба и вернуться к традиционному исламу в обмен на высокую позицию в шахском гареме. Тахире на обороте письма изложила свой категорический отказ: «Слава, богатство и власть — пусть для тебя это будет; Странствия бедного дервиша — пусть для меня это будет…». К этому же времени относятся первые упоминания о ней в европейской прессе.
Тем временем казнь Баба и разгром восстаний бабидов побудили некоторых из них перейти к тактике индивидуального террора. После неудачного покушения на Насреддин-шаха 16 августа 1852 года, предпринятого по их личной инициативе тремя последователями казнённого за два года до этого Баба, все бабиды Ирана подверглись серьёзным гонениям. Была казнена (возможно, без ведома самого шаха) и Куррат-уль-Айн, находившаяся почти четыре года под арестом и предчувствовавшая своё скорое мученичество.
Описания её казни противоречивы. Самый распространённый вариант, пересказывавшийся женой и сыном коменданта, у которого Тахире жила под арестом, гласит, что её забрали солдаты и отвели в сад у полицейского участка, где пьяные полицейские под покровом ночи задушили её же собственным шелковым платком, а её личные вещи сожгли. (Встречались также утверждения, что и она сама была сожжена.) Австрийско-еврейский доктор Якоб Эдуард Полак, служивший личным врачом шаха, указывал, что был очевидцем мучительной и медленной казни, которую женщина перенесла с необыкновенной выдержкой и силой духа. По преданию, незадолго до казни она сказала своим убийцам: «Вы можете меня убить, но вы бессильны помешать освобождению женщин». The Times сообщила о её смерти 13 октября 1852 года, назвав «справедливой пророчицей Казвина» и «помощницей Баба».

### Наследие
Тахире играет важную роль в культуре последователей Веры Бахаи.
Как первая современная женщина, предпринявшая попытку дать кораническую экзегезу (толкование Корана) в ключе женской эмансипации, Тахире Куррат-уль-Айн может рассматриваться как предтеча исламского феминизма. Иранская писательница Азар Нафиси назвала её «первой женщиной, поставившей под вопрос как политическую, так и религиозную ортодоксию».
Русский драматург Изабелла Гриневская сделала «Тагирэ Хурет Аль-Айн» главной героиней своей пьесы о бабидах — «Баб. Драматическая поэма из истории Персии», — о которой положительно отзывался интересовавшийся бабизмом Лев Толстой. К образу «Гурриэт эль-Айн, Тахирэ» неоднократно обращался русский поэт-футурист Велемир Хлебников, причём о её трагической казни он пишет то «сожжена», то «сама затянула на себе концы верёвок».
Сара Бернар просила Катюля Мендеса и Анри Антуана Жюль-Буа написать о Тахире пьесу, чтобы она могла сыграть её роль на сцене.
Американская пропагандистка бахаизма Марта Рут, обратившая в эту веру румынскую королеву Марию, тщательно изучала вехи жизни Тахире и издала о ней биографическую книгу, вышедшую в 1938 году в Карачи.
Английский востоковед Эдвард Гранвил Браун писал:
Такая женщина, как Куррат уль-Айн — явление редкое для любой страны и любого времени. Но для Персии она — явление уникальное, можно сказать, — чудесное. Красота, редкий ум, красноречие, бесстрашие, а также обстоятельства ее трагической гибели — все это сделало Тахиру бессмертной в глазах соотечественников. Если бы религия Баба ничего не дала миру, кроме Тахиры, это уже было бы важным и значительным вкладом.